# Château de Pottendorf
Le château de Pottendorf est un château en ruines dans la commune de Pottendorf, en Autriche.
Le château de Pottendorf est mentionné pour la première fois en 1130 par Rudolf de Pottendorf et est probablement construit peu de temps avant. Aujourd'hui, il est en grande partie en ruines après la Seconde Guerre mondiale, bien qu'il soit classé monument historique, y compris la chapelle et les parcs.

## Histoire
Vers 1100, une famille qui se faisait appeler les seigneurs de Pottendorf construit un château entouré de douves. Lorsque la famille de Pottendorf s'éteint avec la mort de Frédéric IV en 1488, le domaine devient la propriété de l'empereur Frédéric III. En 1490, les troupes hongroises du roi Matthias Corvin conquièrent temporairement le château. En 1495, l'empereur Maximilien Ier donne Pottendorf aux frères Sigismond et Henri de Prüschenk (ce dernier sera comte de Hardegg (de)). Après plusieurs changements de propriétaire, Pottendorf est une propriété de la chambre impériale de 1670 à 1702. Les Starhemberg sont ensuite propriétaires du château pendant un siècle avant de le vendre à la famille Esterházy en 1802.
L'ensemble d'origine romane est remanié en style gothique, puis surtout baroque. La chapelle initialement indépendante, essentiellement de style gothique tardif, est reliée au bâtiment principal en 1519. Le château à trois étages avec des douves avait une cour presque carrée. En 1737-1738, les deux puissantes tours d'angle romanes et la tour-porte du XIIIe siècle sont ajoutées. Les armoiries de la famille Esterházy sont encore visibles au-dessus du portail voûté. Une gravure de Georg Matthäus Vischer représente le château magnifique.
Le parc du château est traversé par la Fischa. C'était autrefois l'un des jardins paysagers les plus importants de Basse-Autriche.
Le château, qui sort intact des guerres ottomanes en Europe, sert d'hôpital à la Luftwaffe pendant la Seconde Guerre mondiale puis, au même titre, aux forces d'occupation russes. Il reçoit un léger bombardement en 1944, mais cela eut peut-être un effet déclencheur pour le déclin ultérieur dû au pillage et à la dévastation. Un facteur décisif est sans doute un accident tragique dans la famille propriétaire, qui récupère le château en 1955, mais ne prête plus d'attention par la suite au complexe immobilier menacé. En 1967, les tours et la chapelle sont refaites par le gendre Manfred Schönborn, mais peu de temps après, la charpente de l'aile résidentielle s'effondre et le château tombe en ruine.
En 2006, le parc est complètement envahi par la végétation et donc fermé. Les toits du château sont effondrés. La chapelle est en grande partie détruite. La chapelle rénovée est inaugurée le 1er septembre 2018.
Le parc est déclaré monument naturel en 1979. Il est également mentionné dans la loi sur la protection des monuments et est ajouté à la liste des monuments en 2014. Une particularité est l'ancien tilleul au sud-est du château (placé sous protection en 1928).
En 2006, la commune de Pottendorf achète les ruines et le parc du château à Katalin Landon, née Esterházy. Le prix d'achat du parc de 211 000 m2 comprenant les ruines du château, le moulin et la maison du chasseur s'élèverait à 600 000 euros. Un accord parallèle prévoit un paiement anticipé au vendeur si la commune convertit une partie du parc du château en terrain à bâtir au cours des 25 prochaines années.
Un concept de rénovation est conçu et mis en œuvre avec le soutien de toutes les autorités nécessaires. Le parc est soigneusement revitalisé à partir de 2008 dans le souci de la protection de la nature et des monuments, de sorte qu'il est à nouveau ouvert au public le 15 août 2009. L'ouverture a lieu avec une grande participation de la population (estimée à plus de 1 000 visiteurs). La partie au-delà de la Fischa devrait également être rénovée si possible ; une étude de faisabilité est réalisée en 2014. L'île du château n'est toujours pas accessible à ce jour. Lors de la rénovation du jardin, le bâtiment est débarrassé de la végétation afin qu'il puisse à nouveau remplir son effet architectural de jardin. Il est également prévu de rénover les deux tours délabrées du château et éventuellement d'aménager une plate-forme panoramique.

## Source de traduction
1. ↑  (de) Günther Buchinger, Elisabeth Oberhaidacher-Herzig, Christina Wais-Wolf, Corpus vitrearum medii aevi : Österreich. Die mittelalterlichen Glasgemälde in Niederösterreich. Sammlungsbestände (ohne Stiftssammlungen), Burgenland, Böhlau Wien, 2017 (lire en ligne), p. 316
2. ↑  (de) Adolph Schmidl, Wien's Umgebungen auf 20 Studen im Umkreise : Nach eigenen Wanderungen geschildert, vol. 2, Gerold, 1838, 643 p. (lire en ligne), p. 483
3. 1 2  (de) Silvia Plischek, « Naherholungsgebiet! Die Natur genießen im Schlosspark Pottendorf », sur meinbezirk.at, 2022 (consulté le 3 janvier 2024)
4. ↑  (de) Hansjörg Ransmayr, Wild Guide Österreich : Natur, Abenteuer und das gute Leben, Haffmans & Tolkemitt, 2022, 320 p. (ISBN 9783942048941, lire en ligne), p. 89
5. ↑  (de) « Schlosspark - Infotafelweg », sur Commune de Pottendorf, 2021 (consulté le 3 janvier 2024)

- (de) Cet article est partiellement ou en totalité issu de l’article de Wikipédia en allemand intitulé « Schloss Pottendorf » (voir la liste des auteurs).